# 알펜파

알펜파(Alfven 波)는 하네스 알펜의 성을 따서 지어졌으며 자기유체동역학의 전형이다.
플라스마 내의 알펜파는 이온과 자기장의 움직이는 진동이다. 이온 질량 밀도는 관성을 제공하며 자기장 선 장력(tension)은 복원력을 제공한다. 파동은 자기장의 방향으로 전파하지만 파동은 경사 입사로 존재하며 전파가 자기장에 수직할 때 자기 음향 파동으로 서서히 변한다. 이온의 움직임과 자기장의 섭동은 같은 방향이고 전파의 방향에 횡방향(transverse)이다. 파동은 무분산형이며 아래의 속력을 지닌다.
{\displaystyle v_{A}=B/(\mu _{0}n_{i}m_{i})^{1/2}\,}
{\displaystyle .\qquad \ =(2.18\times 10^{11}\,{\mbox{cm/s}})\,(m_{i}/m_{p})^{-1/2}\,(n_{i}/{\rm {cm}}^{-3})^{-1/2}\,(B/{\rm {gauss}})}
여기서, 속력은 알펜파의 속력이며, B는 자기장의 강도이다. {\displaystyle mu_{0}} 은 플라스마의 투자율이다. ni는 이온 밀도이며 mi는 이온 질량이다. 높은 자기장 또는 낮은 밀도에서 알펜 속력은 빛의 속도에 접근하며 알펜파는 보통의 전자기 파동이 된다.

## 같이 보기
- 자성 유체
- 용융염